# Marias vaggsång
Marias vaggsång, tyskspråkig originaltitel Mariae Wiegenlied, Marie Wiegenlied eller Mariä Wiegenlied, är en sång för soloröst och piano eller orgel av den tyske tonsättaren Max Reger. Sången publicerades första gången 1912 av Bote & Bock i Berlin i samlingen Schlichte Weisen (enkla visor), op.76, där den har nummer 52.  Texten är av Martin Boelitz.
Flera översättningar till svenska finns, bland annat av Sven Nyblom, Anders Frostenson och Evelyn Lindström .
Den första inspelningen på svenska kom 1928 med Kerstin Lindberg på HMV. Därefter har ett sjuttiotal inspelningar på svenska gjorts av soloartister och körer.